# Associação Médica Cearense
A Associação Médica Cearense (AMC) é uma associação de médicos do Ceará. Foi fundada em 25 de março de 1913 com o nome de "Centro Médico Cearense" (CMC). É filiada a Associação Médica Brasileira (AMB). A presidência atualmente é ocupada pelo médico José Aurillo Rocha, que foi eleito em 2020 para o triênio que vai até 2023.
Entre 1913 e 1919 o CMC publicou a revista Norte Médico, que chegou a ditar costumes higienistas para a população de Fortaleza. A partir de 1928 a publicação oficial da associação passou a ser o Ceará Médico, publicado até os dias de hoje.

## História
A instituição surgiu idealizada pelo oftalmologista Dr. Manoel Duarte Pimentel que convidou médicos e farmacêuticos a uma reunião em 20 de fevereiro de 1913. O nome “Centro Médico Cearense” foi sugerido pelo Dr. Aurélio Lavor. A sociedade teria como objetivos o desenvolvimento científico e seria o órgão oficial de médicos, farmacêuticos e odontólogos. Em 25 de fevereiro do mesmo ano foram aprovados os estatutos e eleita a primeira diretoria, cujo presidente foi o Barão de Studart, tomando posse em sessão solene na Assembleia Legislativa em 25 de março de 1913. As primeiras sessões eram realizadas numa das salas da Santa Casa de Misericórdia de Fortaleza.
Em diversos momentos a entidade colaborou para o surgimento de outras instituições afins como na fundação de seção local da Cruz Vermelha Brasileira, Conselho Regional de Medicina, "Sociedade Médica São Lucas", dentre outras. Reforçou ainda um discurso dos profissionais de saúde para a melhoria de vários serviços públicos no Ceará. Outra grande conquista com participação do "Centro Médico" ocorreu durante a presidência do médico Waldemar Alcântara que consolidou o debate para a criação de uma faculdade de medicina no Ceará. Durante o evento "I Congresso Brasileiro de Médicos Católicos" realizado pelo Centro Médico Cearense, em Fortaleza, no ano de 1946, que resultou na criação da Faculdade de Medicina do Ceará em 1948.

### Presidentes[9]
- Dr. Barão de Studart (1913-1919)
- Dr. Álvaro Fernandes (1919)
- Dr. Fernandes Távora (1929-1930)
- Dr. José Frota (1931-1935)
- Dr. Virgílio Aguiar (1936-1937)
- Dr. Jurandir Picanço (1937-1938)
- Dr. Carlos Ribeiro (1938-1939)
- Dr. César Cals (1939-1945)
- Dr. Waldemar Alcântara (1945-1946)
- Dr. Aderbal Sales (1946-1947)
- Dr. Newton Teófilo Gonçalves (1947-1948)
- Dr. Antônio Jucá (1948-1949)
- Dr. Oswaldo Soares (1949-1950)
- Dr. Haroldo Gondim Juaçaba (1950-1951)
- Dr. José Carlos Ribeiro (1951-1952)
- Dr. Silvio Leal (1952-1953)
- Dr. Paulo de Melo Machado (1953-1954)
- Dr. Arthur Enéas Vieira (1954-1955)
- Dr. Gilmario Mourão Teixeira (1955-1956)
- Dr. Walter de Moura Cantídio (1956-1957)
- Dr. Washington Barata (1957-1958)
- Dr. José Galba de Araújo (1959-1960)
- Dr. Joaquim Eduardo Alencar (1960-1961)
- Dr. Ricardo Gouveia (1961-1962)
- Dr. Ocelo Pinheiro (1962-1963)
- Dr. Vinícius Barros Leal (1963-1964)
- Dr. Carlos Alberto Studart (1964-1965)
- Dr. João E. Façanha (1965-1966)
- Dr. Edilson Gurgel Santos (1966-1970)
- Dr. Antônio Turbai Barreira (1970-1978)
- Dr. Paulo Marcelo Martins Rodrigues (1978-1979)
- Dr. José Aguiar Ramos (1980-1981)
- Dr. Juarez Carvalho (1982-1983)
- Dr. Lino Antônio Cavalcanti Holanda (1984-1987)
- Dr. José Rooselvelt Norões Lunas (1988-1989)
- Dr. José Xavier Rodrigues de Freitas (1990-1995)
- Dr. Lineu Ferreira Jucá (1995-1999)
- Dr. Florentino de Araújo Cardoso Filho (1999  -2002 e 2002 - 2005)
- Dra. Marjorie Mota (2005-2008)
- Dra. Maria Sidneuma Melo Ventura (2011 - 2014)
- Dr. Carmelo Silveira Carneiro Leão Filho (2014-2017 e 2017 - 2020)